# Комаров, Владимир Константинович
Владимир Константинович Комаров (род. 27 декабря 1940) — советский и российский композитор, поэт  — Народный артист Российской Федерации (2001).

## Биография
В 1966 г. Владимир Комаров оканчивает Музыкальное училище при Московской консерватории,  и поступает в Московскую Государственную консерваторию имени П.И. Чайковского по классу композиции профессора Н.Н. Сидельникова. 
В 1976 году приглашается киностудией «Союзмультфильм» на должность музыкального редактора. 
В 1979 году переводится в киноконцерн «Мосфильм» главным музыкальным редактором (до 2011 года). 
С 1973 года Владимир Комаров становится членом Союза Композиторов СССР.
В 1977 году с дипломом отличия оканчивает двухгодичный Университет рабочих корреспондентов при Союзе журналистов СССР.
В 1989 году совместно с Эдуардом Артемьевым создает Ассоциации Электроакустической музыки России, становится членом Международной конфедерации Электроакустической музыки ICEM при ЮНЕСКО. 
На протяжении сорока лет он постоянно выступает на Международном музыкальном фестивале «Московская осень» во всех концертах Ассоциации (и в академических жанрах). В  Голландии и Франции он с успехом представляет свои электронно-компьютерные сочинения.
В 1991 году, как официальный гость от СССР принимает участие в концерте «Пионеры электронной музыки» на праздновании столетия Стэнфордского университета (США). Дружеские отношения с великими изобретателями электронных инструментов Львом Терменом, Робертом Мугом, Томасом Оберхаймом, Максом Мэтьюзом, композиторами Джоном Чаунингом, Полом Лански, Доном Бушла, совместные выступления в университетах Сан-Франциско, Пол Алто и в колумбийском университете Нью-Йорка оказывают огромное влияние на отношение Владимира Комарова к электронной музыке, как космическому подарку.
Владимир Комаров является автором балета «Искушение», оперы «Притча о Поэте», мюзикла «Свадебная карусель», кантаты «Хлеб моей Родины», 4-х симфоний, 3-х симфонических поэм, 7-ми инструментальных концертов, камерных, хоровых произведений, музыки для оркестра народных инструментов, духового и эстрадного оркестров. и др. Его сочинения с успехом исполняются ведущими музыкальными коллективами страны под руководством дирижеров Виктора Дубровского, Эри Класа, Дмитрия Китаенко, Михаила Юровского, Владимира Федосеева, Эмина Хачатуряна, Сергея Скрипки, Тимура Мынбаева, Евгения Бушкова, Владимира Понькина и др. Владимир Комаров — лауреат Всесоюзного конкурса композиторов.
С 1989 года Владимир Комаров — член Союза Кинематографистов СССР.
Его приглашают писать музыку к своим картинам режиссеры-постановщики Евгений Матвеев (три фильма), Искра Бабич (два фильма), Константин Воинов, Леонид Филатов, Сергей Колосов, Алексей Сахаров (два фильма), Валерий Усков и Владимир Краснопольский (16 совместных многосерийных проектов), Гарри Бардин, Юрий Григорьев (два фильма), Вячеслав Максаков (три фильма), Николай Стамбула и др. Автор музыки более чем к 100-та кинофильмам и телесериалам.
Творческую деятельность Владимир Комаров сочетает с большой общественной работой. Он является президентом Гильдии композиторов кино и телевидения с 2013 года, членом правления Союза Кинематографистов РФ; Действительным членом Национальной Академии кинематографических искусств и наук «Золотой Орел»; Действительным членом Российской Академии кинематографических искусств «НИКА». Он является инициатором и художественным руководителем популярного ежегодного цикла концертов Гильдии композиторов «Хиты на все времена» – музыка из любимых кинофильмов.
Владимир Комаров создает множество оригинальных авторских фильмов на фонограммы своих музыкальных произведений разных жанров. (см Официальный сайт В.К. Комарова komarov.msk.ru ).
Владимир Комаров серьезно увлекается литературным творчеством. Сочиняет стихи к своим песням. Им написаны либретто для его балета «Портрет» и оперы «Притча о поэте». Публикуются его статьи о киномузыке и выдающихся музыкантах.  После успешного издания первой книги «Мозаика жизни» (2011 г. Издательский Дом ТОНЧУ), Издательство «ПЕРО» в 2018 году выпускает еще две книги: «Реальность и мотивы» – экспромты в прозе и стихах, «Стихи для здоровья» – сборник избранных стихотворений, сочиненных на протяжении всей жизни автора. В 2019 году «"ПЕРО" издает книгу "Басни, сказки и...», которая  содержит в себе  новые стихи и прозу, включающую публицистические эссе… Этому изданию, как и другим книгам Владимира Комарова особый колорит придают легкий стиль повествования, искренность и самоирония. В 2020 году издательство «ПЕРО» выпускает книгу «Бабушкин графин» – сборник стихов, авторских песен и юмористических зарисовок. В августе 2020 года Союзом кинематографистов РФ и Российским фондом культуры издана книга-альбом Владимира Комарова Антология «СТОЛЕТИЕ ОТЕЧЕСТВЕННОЙ КИНОМУЗЫКИ» 1920-2020).
В августе 2021 года выходит книга "Дневник в стихах" ("Издательство "ПЕРО"). Затем издаются книги: "Свет и тени" (2022), "Негаснущие свечи" (2023). В 2024 году Российский фонд культуры с издательством "Альтаир" выпускают книгу стихов Владимира Комарова "Поэзия жизни", которая посвящена Году семьи - 2024. Характерно, что все эти книги вышли в печать по компьютерным макетам автора.
С 2023 года Владимир Комаров становится членом Союза писателей России (СПР).

## Основные музыкальные произведения
1.    Сонатина для кларнета и фортепиано, 1964 г.
2.    Концерт для семи инструментов, 1970 г.
3.    «Портрет» одноактный балет по мотивам одноименной повести Н.В. Гоголя, 1975 г.
4.    «Русские кружева» для оркестра русских народных инструментов, 1978 г.
5.    «Веселый ручеек» детская музыкальная сказка на стихи Г. Кружкова, 1978 г.
6.    Симфония №1 «Олимпийская» для симфонического оркестра, 1979 г.
7.    Квинтет для флейты, гобоя, кларнета, фагота и валторны, 1979 г.
8.    «Праздник в деревне» концерт для оркестра народных инструментов, 1980 г.
9.    Две пьесы для гуслей звончатых, 1982 г.
10.  «Родина», слова В. Комарова, для смешанного хора, 1982 г.
11.  «Свадебная карусель» оперетта по пьесе Н.В. Гоголя «Женитьба», 1983 г.
12.  «Дети солнца» музыка к спектаклю А.М. Горького, 1983 г.
13.  «Это ты, наша молодость» - сборник песен на стихи современных поэтов (12 песен), 1983 г.
14.  «Хлеб моей родины» кантата на стихи Г. Георгиева, 1984 г.
15.  Скерцо-марш для концертного духового оркестра, 1984 г.
16.  «Притча о поэте» одноактная опера на рубаи Омара Хайяма, 1985 г.
17.  «Поэма о вальсе» для эстрадного оркестра, 1985 г.
18.  «Сын Руси великой» — симфоническая поэма, 1985 г.
19.  Концерт для кларнета с оркестром посвящение Александру Иванову, 1986 г.
20.  Концерт-поэма для виолончели с оркестром посвящение Мстиславу Ростроповичу, 1987 г.
21.  Струнный квартет, 1987 г.
22.  Симфония №2 для органа и ударных инструментов, 1987 г.
23.  «Дискотека и флейта» - сборник песен на стихи советских поэтов (16 песен), 1987 г.
24.  Двойной концерт для трубы, валторны и струнного оркестра с литаврами, 1988 г.
25.  «Милый Августин» концерт для шести инструментов, 1989 г.
26.  Две пьесы для валторны, 1989 г.
27.  «Сельские картинки» концерт для ансамбля русских народных инструментов, 1989 г.
28.  «Весенняя капель» хоровой цикл на стихи Сергея Красикова, 1990 г.
29.  «Романтическое танго» двойной концерт для скрипки, кларнета и струнного оркестра, 1990 г.
30.  «Мгновения одной жизни» электроакустическая поэма – памяти Сергея Прокофьева, 1990 г.
31.  «Свобода» электроакустическая поэма  для сопрано, литавр и компьютерной фонограммы на слова М. Комаровой, 1991 г.
32.  «Посвящение Сергею Есенину» хоровой цикл на стихи современных поэтов, 1992 г.
33.  «Электричество» по мотивам картин художника А. Волкова, 1992 г.
34.  «Вечность и миг» электронная поэма памяти Владимира Уссачевского, 1992 г.
35.  «Voice of Theremin» («Голос Термена») компьютерная поэма памяти Льва Термена, 1993 г.
36.  Соната для кларнета-Соло, 1994 г.
37.  Симфония №4 «Genesis» — электронная, 1994 г.
38.  «Люби меня» киноопера на стихи Ю. Энтина, 1994 г.
39.  «Resonance» симфоническая поэма (1997)
40.  Три пьесы для шестиструнной гитары, 1997 г.
41.  «Этюд для ударных» компьютерная композиция, 1998 г.
42.  «Компьютерный калейдоскоп» — электронная композиция, 1998 г.
43.  «Затмение» электроакустическая поэма – посвящение Л.Зыкиной, 2000 г.
44.  Пять вариаций для арфы и ударных инструментов, 2000 г.
45.  «Восточная фантазия» компьютерная поэма с текстом Л.Филатова, 2001 г.
46.  «Контакт» электроакустическая поэма, 2001 г.
47.  «Возмутитель спокойствия» спектакль из проекта «Театр Леонида Филатова на CD», 2002 г.
48.  «Дилижанс» спектакль из проекта «Театр Леонида Филатова на CD», 2003 г.
49.  «Вечное движение» электроакустическая поэма, 2003 г.
50.  «Impuls» симфоническая поэма, 2004 г.
51.  «Радуга» — электронная композиция, 2005 г.
52.  «Свет и тени» — поэма для оркестра русских народных инструментов и компьютера, 2007 г.
53.  «Неизвестность» из звуков АНС, с видеорядом, памяти Евгения Мурзина, 2008 г.
54.  «Евпатий Коловрат» поэма для оркестра русских народных инструментов, 2008 г.
55.  «Бумеранг» - компьютерная поэма с видеорядом, 2009 г.
56.  «Автопортрет» - электро-акустическая новелла с видеорядом, 2010 г.
57.  «Мастер и Маргарита» - симфония-фантазия с солирующим роялем, 2017 г.
58.  «Скрипичный ключ» - электро-акустическая композиция, 2017 г.
59.  Романсы и песни – 1990-2018 гг.

## Фильмография
| 2018—2020 | «Паутина-11» (телевизионный художественный фильм 32 серии) |
| 2017      | «Паутина-10» (телевизионный художественный фильм 24 серии): - «Дело о маргаритках» — фильм 1, 4 серии (художественный) - «Слишком много версий» — фильм 2, 4 серии (художественный) - «Убийца банков» — фильм 3, 4 серии (художественный) - «Рисунок смерти» — фильм 4, 4 серии (художественный) - «Роковая женщина» — фильм 5, 4 серии (художественный) - «Полицейский разворот» — фильм 6, 4 серии (художественный) |
| 2016      | «Выйти замуж за Пушкина» — (8 серий) телевизионный художественный фильм |
| 2015      | «Паутина-9» (телевизионный художественный фильм 24 серии): - «Фирма» — фильм 1, 4 серии (художественный) - «Смерть за смерть» — фильм 2, 4 серии (художественный) - «На кону жизнь» — фильм 3, 4 серии (художественный) - «Пропавшие без вести» — фильм 4, 4 серии (художественный) - «Выгодный жених» — фильм 5, 4 серии (художественный) - «Удачливый покойник» — фильм 6, 4 серии (художественный) |
| 2015      | «Всем всего хорошего!» (художественный фильм 2 серии) |
| 2014      | «Паутина-8» (телевизионный художественный фильм 24 серии): - «Мертвая земля» — фильм 1, 4 серии (художественный) - «Пластмассовые бриллианты» — фильм 2, 4 серии (художественный) - «Третий заяц» фильм 3, 4 серии (художественный) - «Ведро Пандоры» — фильм 4, 4 серии (художественный) - «Красный Феникс» — фильм 5, 4 серии (художественный) - «Почерк убийцы» — фильм 6, 4 серии (художественный) |
| 2014      | «Любовь не картошка» (телевизионный художественный фильм 8 серий) |
| 2013      | «Паутина-7» (телевизионный художественный фильм 24 серии) |
| 2013      | «Фармацевт» фильм 1, 4 серии (художественный) |
| 2013      | «Белый шиповник» фильм 2, 4 серии (художественный) |
| 2013      | «Алмазная пыль» фильм 3, 4 серии (художественный) |
| 2013      | «В плену заблуждений» фильм 4, 4 серии (художественный) |
| 2013      | «Совпадений не бывает» фильм 5, 4 серии (художественный) |
| 2013      | «Пятый океан» фильм 6, 4 серии (художественный) |
| 2012      | «Уральская кружевница» (телевизионный художественный фильм 8 серий) |
| 2012      | «Дело следователя Никитина» (телевизионный художественный фильм 8 серий) |
| 2012      | «Паутина-6» (телевизионный художественный фильм 24 серии): - «Чёрные тюльпаны» фильм 1, 4 серии (художественный) - «Невидимые нити» фильм 2, 4 серии (художественный) - «Сон разума» фильм 3, 4 серии (художественный) - «Контракт на смерть» фильм 4, 4 серии (художественный) - «Синтетика» фильм 5, 4 серии (художественный) - «Мошенники на крови» фильм 6, 4 серии (художественный) |
| 2011      | «Паутина-5» (телевизионный художественный фильм 16 серий): - «Это такая игра» фильм 1, 4 серии (художественный) - «Смертельная ставка» фильм 2, 4 серии (художественный) - «Коллекционер» фильм 3, 4 серии (художественный) - «Бои без правил» фильм 4, 4 серии (художественный) |
| 2010      | «Паутина-4» (телевизионный художественный фильм 16 серий) |
| 2010      | «Братья по крови» фильм 1, 4 серии (художественный) |
| 2010      | «Роман с убийцей» фильм 2, 4 серии (художественный) |
| 2010      | «Маска короля» фильм 3, 4 серии (художественный) |
| 2010      | «Золотая пуля» фильм 4, 4 серии (художественный) |
| 2010      | «На солнечной стороне улицы» (телевизионный художественный фильм 14 серий) |
| 2009      | «Паутина-3» (телевизионный художественный фильм 12 серий): - «Ваш выход, Маэстро» фильм 1, 4 серии (художественный) - «Кукушкины дети» фильм 2, 4 серии (художественный) - «Паук» фильм 3, 4 серии (художественный) |
| 2008      | «Паутина-2» (телевизионный художественный фильм 12 серий): - «Пуля справедливости» фильм 1, 4 серии (художественный) - «Ненастоящий полковник» фильм 2, 4 серии (художественный) - «Кодекс воровской чести» фильм 3, 4 серии (художественный) |
| 2008      | «Ермоловы» (телевизионный художественный фильм 32 серии) |
| 2008      | «Две судьбы-4. Новая жизнь» (телевизионный художественный фильм 16 серий) |
| 2008      | «Гамбит» (мультфильм) |
| 2007      | «Паутина-1» (телевизионный художественный фильм 16 серий) - «Ловушка» фильм 1, 8 серий (художественный) - «Расплата» фильм 2, 8 серий (художественный) |
| 2007      | «Капкан» (телевизионный художественный фильм 12 серий) |
| 2007      | «Юбилей Сизифа» (мультфильм) |
| 2005      | «Две судьбы-3. Золотая клетка» (телевизионный художественный фильм 10 серий) |
| 2005      | «Две судьбы-2. Голубая кровь» (телевизионный художественный фильм 14 серий) |
| 2004      | «Под небом Вероны» (телевизионный художественный фильм 8 серий) |
| 2003      | «Сыщик без лицензии» (телевизионный художественный фильм 10 серий) |
| 2003      | «Стиль подлеца» фильм 1, 2 серии (художественный) |
| 2003      | «Допустимая погрешность» фильм 2, 2 серии (художественный) |
| 2003      | «Рассудок маньяка» фильм 3, 2 серии (художественный) |
| 2003      | «Однажды в юбилей» фильм 4, 2 серии (художественный) |
| 2003      | «Окончательный диагноз» фильм 5, 2 серии (художественный) |
| 2003      | «Подари мне жизнь» (телевизионный художественный фильм 8 серий) |
| 2002      | «Провинциалы» (телевизионный художественный фильм 8 серий) |
| 2002      | «Маска и душа» (исторический фильм 2 части) |
| 2002      | «Две судьбы» (телевизионный художественный фильм 20 серий) |
| 2001      | «Сыщики-1» (телевизионный художественный фильм 10 серий): - «Знак Иуды», Фильм 1 (художественный) - «Октябренок с самолетиком», Фильм 2 (художественный) - «Оливковое дерево», Фильм 3 (художественный) - «Исчезнувший Адонис», Фильм 4 (художественный) - «Страсть», Фильм 5 (художественный) - «Раскаявшиеся грешники», Фильм 6 (художественный) - «Черт лысый», Фильм 7 (художественный) - «Иерихонские трубы», Фильм 8 (художественный) - «Гончие по кровавому следу», Фильм 9 (художественный) - «Дом, где исчезают мужья», Фильм 10 (художественный) |
| 2001      | «Нина. Расплата за любовь» (телевизионный художественный фильм 8 серий) |
| 1999      | «Любить по-русски-3: Губернатор» (художественный) |
| 1996      | «Любить по-русски-2» (художественный) |
| 1995      | «Мужской талисман» (художественный) |
| 1995      | «Любить по-русски» (художественный) |
| 1995      | «Волчья кровь» (художественный) |
| 1995      | «Барышня-крестьянка» (художественный) |
| 1995      | «Адское пекло» (художественный, США) |
| 1993      | «Винт» (художественный) |
| 1992      | «Мастер Востока» (художественный) |
| 1991      | «Плащаница Александра Невского» (художественный) |
| 1991      | «Нелюбимая» (художественный) |
| 1990      | «Шапка» (художественный) |
| 1990      | «Сукины дети» (художественный) |
| 1989      | «Лестница» (художественный) |
| 1988      | «Серая мышь» (художественный) |
| 1987      | «Импровизация на тему биографии» (художественный) |
| 1987      | «Москва, Гагаринский район» (документальный фильм) |
| 1986      | «Люби меня, как я тебя» (художественный — сентиментальная опера) |
| 1986      | «За явным преимуществом» (художественный) |
| 1985      | «Страховой агент» (художественный) |
| 1983      | «Прости меня, Алёша» (художественный) |
| 1983      | «Обещаю быть!» (художественный) |
| 1983      | «Крутизна» (художественный) |
| 1982      | «Семейный портрет» (мультфильм) |
| 1982      | «Охотник и его сын» (мультфильм) |
| 1982      | «Нам здесь жить» (художественный) |
| 1981      | «Мужики!..» (художественный) |
| 1981      | «Буйный Терек» (художественный) |
| 1980      | «Чегери» (художественный) |
| 1979      | «Город принял» (художественный) |
| 1978      | «Илья Муромец и Соловей-разбойник» (анимационный) |
| 1977      | «Про дудочку и птичку» (анимационный) |
| 1977      | «Бравый инспектор Мамочкин» (анимационный) |
| 1977      | «Бобик в гостях у Барбоса» (анимационный) |
| 1976      | «Поле перейти» (художественный) |
| 1974      | «Земляки» (художественный) |
| 1973      | «Письмо из юности» (художественный) |

## Литературное творчество
Автор шести книг: "Мозаика жизни"- (Издательский Дом "ТОНЧУ"- 2011), "Реальность и мотивы"- (2018), "Стихи для здоровья"- (2018), "Басни, сказки и..." (2019), "Бабушкин графин" - (Издательство "Перо" 2020), "Дневник в стихах" - (Издательство "Перо" 2021) Антология "СТОЛЕТИЕ ОТЕЧЕСТВЕННОЙ КИНОМУЗЫКИ" —  (Союз кинематографистов РФ, Российский фонд культуры - 2020).
Автор публикаций в газетах и журналах.

## Награды
- Лауреат Всесоюзного конкурса композиторов (1977)
- Медаль «За трудовое отличие» (14 ноября 1980 года) — за большую работу по подготовке и проведению Игр XXII Олимпиады[2]
- Медаль и диплом имени Гагарина (1984)  — Центр подготовки космонавтов им. Ю.А. Гагарина
- Заслуженный деятель искусств РСФСР (14 марта 1989 года) — за заслуги в области советского искусства[3]
- Лауреат премии «Ника» (1995) за лучшую музыку к фильму («Барышня-крестьянка»)
- Золотая Пушкинская Медаль (1999)  — за вклад в развитие, сохранение и приумножение традиций отечественной культуры
- Почётное свидетельство «За выдающийся творческий вклад в золотой фонд „Мосфильма“» (2000)
- Народный артист Российской Федерации (11 октября 2001 года) — за большие заслуги в области искусства[4]
- Орден Почёта (28 декабря 2006 года) — за заслуги в развитии культуры и искусства, многолетнюю плодотворную работу[5]
- Золотая медаль Союза московских композиторов (2010)  — за содружество, за вклад в развитие и пропаганду современной музыки
- Орден Дружбы (16 августа 2013 года) — за большой вклад в развитие музыкального искусства и многолетнюю творческую деятельность[6]
- Лауреат Почётной премии РАО (2013)  — за вклад в развитие науки, культуры и искусства
- «Почётная грамота» Министерства внутренних дел РФ (2015)
- Лауреат музыкальной премии «АВРОРА»  — «За выдающийся вклад и достижения в музыке для кино и телевидения» (2017)
- Орден Александра Невского (25 июля 2021 года) — за большой вклад в развитие отечественной культуры и искусства, многолетнюю плодотворную деятельность[7].